# 鍾采羲
钟采羲，原名钟永慧（英语：Iris Chung，1987年10月21日—），出生于中国四川，曾赴英国留學，香港模特兒，曾擔任三丽鸥设计师，也是陈静师妹之一。由于和何超莲面形一样，加上身材丰满，甫一出道即被冠以爆E超莲及翻版超莲之称。

## 個人作品

### 寫真集
- 2010年：《Inside》
- 2011年：《What's Up》
- 2012年：《Iris Chung Sexy Icon 2012》

### 微電影
- 2012年：《女生公寓》
- 2012年：《五月花的真愛》

### 電影
- 2013年：《爛滾夫鬥爛滾妻》飾 大卞
- 2014年：《唐伯虎衝上雲霄》飾 冬香
- 2016年：《鴨王2》飾 Sushi
- 2016年：《IGirl 夢情人》飾 Chili
- 2016年：《賭城風雲III》

### 電視劇
- 2017年：TVB《賭城群英會》飾 江小西
- 2017年：ViuTV《瑪嘉烈與大衛系列 前度 》飾 大輝女伴
- 2018年：TVB《冒险王卫斯理 》飾 砒霜
- 2018年：守護神之保險調查 飾 劉君君
- 2019年：荷里活有個大老千

### MV
- 《我的愛傷了風》主唱：陳思彤﹠王柯淇

## 外部連結
- 鍾采羲微博 （页面存档备份，存于）
- 鍾采羲Instagram （页面存档备份，存于）
- 鍾采羲Facebook專頁 （页面存档备份，存于）
- 鍾采羲在香港影庫上的簡介